# Georges Rostan
Pour les articles homonymes, voir Rostan.
Georges Rostan, né le 14 novembre 1938 à Marseille et mort le 26 mars 2020 dans la même ville, est un acteur français.

## Filmographie
- 1963 : La Cuisine au beurre de Gilles Grangier : Le marmiton
- 1964 : L'Âge ingrat de Gilles Grangier : Max Lartigue
- 1967 : Les Racines du mal de Maurice Cam
- 1974 : Malaventure ép. « Aux innocents les mains sales » de Joseph Drimal
- 1979 : Les Enquêtes du commissaire Maigret, épisode : Liberty Bar de Jean-Paul Sassy
- 1980 : Retour à Marseille de René Allio : Le policier roux
- 1984 : Le Juge de Philippe Lefebvre
- 1984 : Le Matelot 512 de René Allio : Un bookmaker
- 1989 : Les Cinq Dernières Minutes : La mort aux truffes, réalisation Maurice Frydland
- 1999 : Les Collègues de Philippe Dajoux

## Théâtre
- 1968 : Fanny de Marcel Pagnol, mise en scène Henri Vilbert,  Théâtre des Célestins